# Resolució 184 del Consell de Seguretat de les Nacions Unides
La Resolució 184 del Consell de Seguretat de les Nacions Unides, aprovada per unanimitat el 16 de desembre de 1963, després d'examinar l'aplicació de Zanzíbar per a ser membre de les Nacions Unides, el Consell va recomanar a l'Assemblea general que Zanzíbar fos admès.